# Анніка Більстрем
Анніка Більстрем (нар. 7 квітня 1956) — шведська політична діячка, соціал-демократка, перша жінка-мер Стокгольма. Перебувала на посаді у 2004—2006 роках.

## Життєпис
Анніка Більстрем народилася 7 квітня 1956 року в Гернесанді, лен Вестерноррланд, Швеція. Переїхала до Стокгольма в 1976 році, почала працювати секретаркою в муніципалітеті робітників міста.
Обіймала посаду головної фінансової директора профспілки шведських комерційних службовців між 1987 і 1994 роками. Більстрем обрана до міської ради Стокгольма на посаду комісарки з питань дорожнього руху (1994—1998 рр.) та уповноваженої в опозиції (1998—2002 роки).
Анніка Більстрем була головою неприбуткової організації житлових компаній SABO до кінця 2007 року.
Навесні 2014 року була кандидаткою на посаду голови профспілки асоціації орендарів, зняла свою кандидатуру. Пізніше обійняла посаду виконуючої обов'язки регіонального менеджера асоціації орендарів у Стокгольмі.

### На посаді міської голови
Більстрем стала міською головою Стокгольма у 2002 році за рішенням міської ради після перемоги на муніципальних виборах та формування більшості з лівою партією та партією зелених. Два її рішення на посаді були суперечливими. Перше — новий збір за в'їзд до центру Стокгольма для транспортних засобів. Рішення було прийнято на державному рівні, щоб забезпечити підтримку новоствореного соціал-демократичного кабінету міністрів партією зелених. Більстрем була змушена виконати цю угоду, хоча обіцяла цього не робити напередодні виборів. У 2006 році відбувся референдум, на якому жителі Стокгольма визначили, чи хочуть вони надалі платити за в'їзд. Понад 51 % проголосували «за». Таким чином в'їзний збір було затверджено рішенням консервативної більшості. Іншим рішенням Більстрем було перетворення центральної будівлі в Стокгольмі (Skatteskrapan på Södermalm) на студентське житло, що виявилось задорогим для платників податків.
Програвши вибори в 2006 році, Більстрем пішла з посади. Її замінила Карін Ємтін.